# Xã Plato, Quận Sioux, Iowa
Xã Plato (tiếng Anh: Plato Township) là một xã thuộc quận Sioux, tiểu bang Iowa, Hoa Kỳ. Năm 2010, dân số của xã này là 505 người.